# Manutention des marchandises
 (octobre 2019).
La manutention de marchandises concerne aussi bien l'approvisionnement des ateliers que le chargement ou le déchargement des camions, des wagons de trains ou des navires.

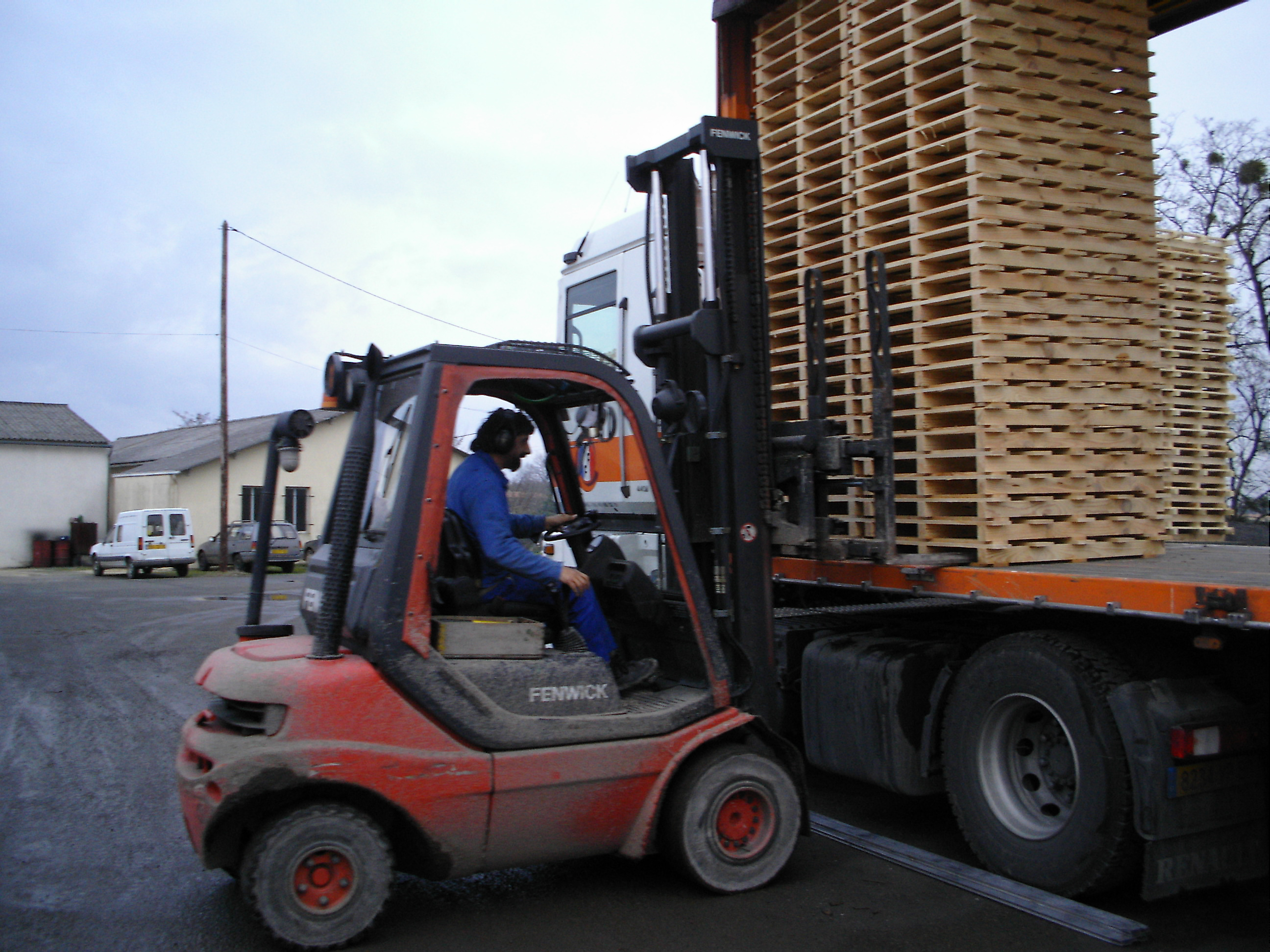
Chargement d'un camion avec un chariot élévateur

## Origine

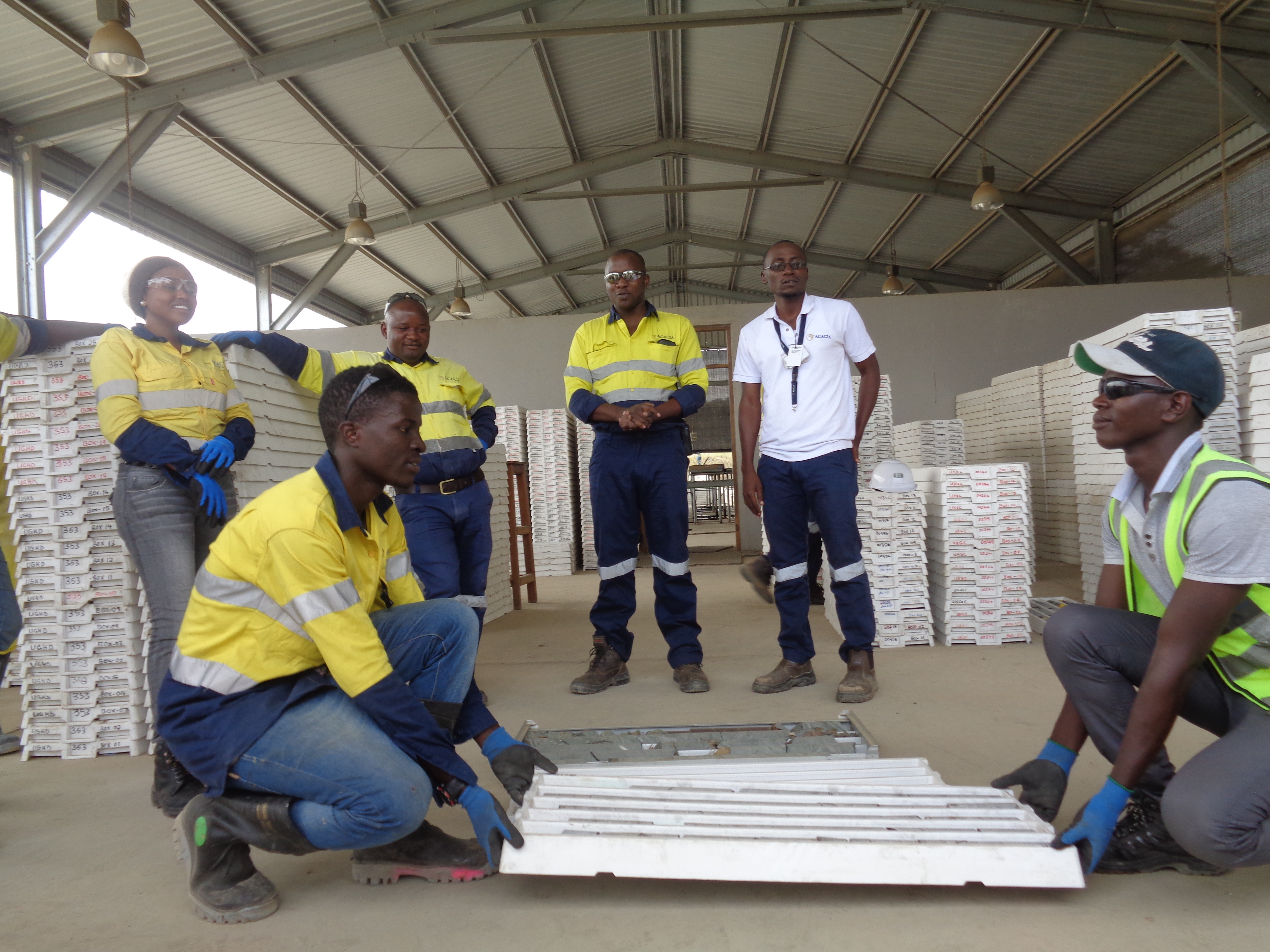
Formation à la manutention en Tanzanie.

Le mot manutention vient de main et signifie qu'une personne déplace des colis ou des charges de façon manuelle. Selon le code du travail français, « on entend par manutention manuelle toute opération de transport ou de soutien d'une charge, dont le levage, la pose, la poussée, la traction, le port ou le déplacement, qui exige l'effort physique d'un ou plusieurs travailleurs ».
Par extension, le mot manutention désigne maintenant la manipulation de charges à l'aide d'engins mécaniques, tels que les chariots élévateurs, les portiques et autres engins destinés au chargement et déchargement des véhicules de transport.

## Rôle de la manutention

### Dans la chaîne de production
Certaines filières de production à fort taux de main d'œuvre telles que l'agriculture ou l'industrie du bois emploient des travailleurs manuels peu qualifiés. Ces salariés, appelés manutentionnaires ou manœuvres, exécutent des tâches manuelles ne requérant pas de connaissances techniques particulières. Cependant, ils sont indispensables, le plus souvent parce qu'ils ne peuvent pas être remplacés par des machines, soit en raison de l'extraordinaire plasticité du corps humain, soit que leur travail nécessite une qualité d'attention importante.
Un autre aspect de la manutention dans la chaîne de production concerne l'approvisionnement des postes de travail, la réception des marchandises venant des fournisseurs et le rangement du stock de produits finis en attendant leur enlèvement pour expédition.

### Dans la chaîne logistique
La manutention des marchandises joue un rôle essentiel dans la gestion de la chaîne logistique. Dans le transport routier de marchandises en particulier, la manutention est omniprésente : chargement des camions, stockage transitoire en entrepôt, déchargement des camions à la livraison des produits.

## Matériel de manutention
Matériel de manutention discontinue
- Chariot élévateur
- Chargeur
- Tracteur

Matériel de manutention continue
- Transporteur à bande
- Transporteur à rouleaux libres
- Transporteur à rouleaux commandés

## Métiers de la manutention
Il s'agit principalement des travaux de chargement et déchargement de marchandises, avec un chariot élévateur, et le nettoyage des remorques, entrepôts, et cours, 
- Cariste
- Docker
- Technicien de maintenance
- ingénieur de manutention